# Championnat de France masculin de volley-ball 2018-2019
Navigation
Saison précédente Saison suivante
Le Championnat de France de volley-ball Ligue A 2018-19 oppose les quatorze meilleures équipes françaises de volley-ball masculin. Le championnat de France de volley-ball de première division porte le nom de Ligue A depuis 2009.
Tours est le champion sortant et défend son titre de Champion de France en battant Chaumont en finale, il s'agit du huitième titre national pour Tours.
Cette saison est marquée par la relégation administrative du Paris Volley, troisième de l'édition précédente, en Ligue B. Le club parisien n'est pas remplacé et la compétition se déroule à treize au lieu de quatorze.

## Formule de la compétition

### Phase régulière
La phase régulière se déroule sous forme d'un championnat où chacune des treize équipes (quatorze normalement) affronte les douze autres (treize normalement), une fois à domicile, une fois à l'extérieur pour un total de vingt-quatre matchs par club (vingt-six matchs normalement).
À l'issue de cette première phase :
- Les clubs classés de la 1re à la 8e place sont maintenus sportivement en LAM et disputent les matchs de play-offs du championnat de France ;
- Les clubs classés de la 9e à la 11e place sont maintenus sportivement en LAM ;
- Le club classé à la 14e place est relégué sportivement en Ligue B. Cette édition se déroulant exceptionnellement à treize, aucun club n'est relégué en fin de saison.

### Play-offs
À l'issue de la première phase, les huit équipes qualifiées sont placées dans le tableau qui fixe leurs adversaires possibles jusqu'à la finale.
Les quarts de finale, les demi-finales et la finale se disputent en matchs aller-retour et appui éventuel. Le match aller et, si nécessaire le match d'appui, ont lieu sur le terrain du club le mieux classé à l'issue de la première phase tandis que le match retour se joue sur le terrain du club le moins bien classé.

## Participants
Le Paris Volley , 3e la saison passée est rétrogradé à la suite de la décision de la ligue. Le championnat se déroule donc à treize équipe au lieu de quatorze.
| \| Chaumont Cannes Montpellier Tours Ajaccio Nice Poitiers Nantes Narbonne Sète Tourcoing Rennes Toulouse \| Localisation des clubs engagés dans le championnat. |
| Chaumont Cannes Montpellier Tours Ajaccio Nice Poitiers Nantes Narbonne Sète Tourcoing Rennes Toulouse                                                           |

| Club                 | Depuis | Saisons | Budget 2017-2018 (M€) | Classement 2017-2018 | Salle(s)                                | Capacité théorique |
| -------------------- | ------ | ------- | --------------------- | -------------------- | --------------------------------------- | ------------------ |
| Tours Volley-Ball    | 1994   | 24      | 2,5                   | Champion             | Salle Robert-Grenon                     | 3 000              |
| Chaumont             | 2012   | 5       | 1,38                  | Finaliste            | Salle Jean-Masson                       | 841                |
| GFCO Ajaccio         | 2009   | 18      | 1,6                   | 4                    | U Palatinu                              | 2 989              |
| Poitiers             | 2015   | 3       | 1,4                   | 5                    | Salle Lawson Body                       | 2 735              |
| Montpellier UC       | 1982   | 45      | 1,43                  | 6                    | Palais des Sports Jacques Chaban Delmas | 2935               |
| Tourcoing            | 2017   | 27      | 1,36                  | 7                    | Complexe sportif Léo Lagrange           | 3 000              |
| Arago de Sète        | 1977   | 45      | 1,28                  | 8                    | Halle des Sports Louis Marty            | 1 100              |
| Nice Volley-Ball     | 2016   | 16      | 1,0                   | 9                    | Salle Palmeira                          | 1 000              |
| Nantes Rezé MV       | 2010   | 7       | 1,1                   | 10                   | Gymnase Arthur Dugast                   | 1 300              |
| Rennes               | 2017   | 19      | 1,31                  | 11                   | Salle Colette-Besson                    | 2 142              |
| Spacer's de Toulouse | 2005   | 19      | 1,25                  | 12                   | Palais des sports André-Brouat          | 4 338              |
| AS Cannes            | 2018   | 25      |                       | Champion (Ligue B)   | Palais des Victoires                    | 4 000              |
| Narbonne Volley      | 2018   | 10      |                       | 2e (Ligue B)         | Palais du Travail                       | 600                |

Légende des couleurs
- Ligue des champions 2018-2019
- Coupe de la CEV 2018-2019
- Challenge Cup 2018-2019
- Promu de Ligue B 2017-2018

## Compétition

### Saison régulière

#### Classement
Les points sont attribués de la manière suivante, 3 points en cas de victoire, 0 point en cas de défaite. Si le match va jusqu'au tie-break (cinquième set), le vainqueur ne marquera que 2 points et le vaincu récupèrera 1 point.
- En cas d’égalité de points, le classement prend en compte :
  - le nombre de victoires
  - le quotient des sets
  - le quotient des points

| # | Équipe               | Pts | J  | G  | Gt | Pt | P  | Sp | Sc | Ratio | Pp   | Pc   | Ratio |
| 1 | Tours                | 61  | 24 | 16 | 6  | 1  | 1  | 69 | 24 | 2.875 | 2191 | 1948 | 1.125 |
| 2 | Ajaccio              | 48  | 24 | 14 | 2  | 2  | 6  | 54 | 35 | 1.543 | 2090 | 2024 | 1.033 |
| 3 | Montpellier          | 46  | 24 | 13 | 2  | 3  | 6  | 56 | 36 | 1.556 | 2133 | 2016 | 1.058 |
| 4 | Rennes Volley 35 (*) | 45  | 24 | 13 | 2  | 4  | 5  | 55 | 36 | 1.528 | 2090 | 1972 | 1.06  |
| 5 | Nice Volley-Ball     | 41  | 24 | 11 | 4  | 0  | 9  | 48 | 37 | 1.297 | 1945 | 1886 | 1.031 |
| 6 | Chaumont             | 41  | 24 | 10 | 4  | 3  | 7  | 53 | 44 | 1.205 | 2225 | 2119 | 1.05  |
| 7 | Poitiers             | 35  | 24 | 10 | 2  | 1  | 11 | 43 | 45 | 0.956 | 1932 | 1974 | 0.979 |
| 8 | Nantes Rezé          | 34  | 24 | 10 | 1  | 2  | 11 | 41 | 44 | 0.932 | 1855 | 1919 | 0.967 |
| 9 | Tourcoing            | 29  | 24 | 7  | 2  | 4  | 11 | 38 | 52 | 0.731 | 2033 | 2049 | 0.992 |
| 10 | Narbonne Volley (P)  | 28  | 24 | 7  | 2  | 3  | 12 | 38 | 51 | 0.745 | 1932 | 1988 | 0.972 |
| 11 | Toulouse             | 24  | 24 | 7  | 0  | 3  | 14 | 33 | 53 | 0.623 | 1877 | 2012 | 0.933 |
| 12 | Sète                 | 17  | 24 | 4  | 2  | 1  | 17 | 24 | 62 | 0.387 | 1780 | 2014 | 0.884 |
| 13 | AS Cannes (P)        | 14  | 24 | 4  | 1  | 3  | 16 | 27 | 60 | 0.45  | 1880 | 2042 | 0.921 |
| # = classement; Pts = points; J = joués; G / Gt / Pt / P = gagnés 3-0 ou 3-1 / gagnés au tie-break 3-2 / perdus au tie-break 2-3 / perdus 1-3 ou 0-3; Sp / Sc / Ratio = sets pour / contre / ratio de sets pour/contre; Pp / Pc / Ratio = points pour / contre / ratio de points pour/contre |                      |     |    |    |    |    |    |    |    |       |      |      |       |

|     | Qualification pour les play-offs 2019                           |
|     | Relégation en Ligue B                                           |
|     | Tenant du titre 2018                                            |
| (P) | Promus 2018                                                     |
| (C) | Vainqueur de la Coupe de France, qualifié pour la Challenge Cup |

### Play-off
Formule sportive : les quarts de finale, les demi-finales et la finale se disputent selon les mêmes modalités :
- Les quarts de finale, les demi-finales et la finale se disputent en matchs aller-retour et appui éventuel. Le match aller a lieu sur le terrain du club le mieux classé à l'issue de la première phase, le match retour a lieu sur le terrain du club le moins bien classé à l'issue de la première phase et l'appui éventuel sur le terrain du club le mieux classé.

Quarts de finale
Les quarts de finale sont répartis comme suit :
- Le club classé 1er contre le club classé 8e à l’issue de la première phase (match A) ;
- Le club classé 2e contre le club classé 7e à l’issue de la première phase (match B) ;
- Le club classé 3e contre le club classé 6e à l’issue de la première phase (match C) ;
- Le club classé 4e contre le club classé 5e à l’issue de la première phase (match D).

Demi-finales
Y participent les vainqueurs des quarts de finale :
- Vainqueur du match A contre le vainqueur du match D (match E) ;
- Vainqueur du match B contre le vainqueur du match C (match F).

Finale
Y participent les vainqueurs des demi-finales :
- Vainqueur du match E contre le vainqueur du match F.

|  | Quarts de finale                                              | Quarts de finale | Quarts de finale | Quarts de finale |       |   | Demi-finales | Demi-finales | Demi-finales | Demi-finales |  |  | Finale | Finale | Finale | Finale |
|  |                                                               |                  |                  |                  |       |   |              |              |              |              |  |  |        |        |        |        |
|  | matchs aller 19 avril, retour 23 avril 2018 et appui 24 avril |                  |                  |                  |       |   |              |              |              |              |  |  |        |        |        |        |
|  |                                                               |                  |                  |                  |       |   |              |              |              |              |  |  |        |        |        |        |
|  | Tours                                                         | 3                | 3                |                  |       |   |              |              |              |              |  |  |        |        |        |        |
|  | Tours                                                         | 3                | 3                |                  |       |   |              |              |              |              |  |  |        |        |        |        |
|  | Nantes Rezé                                                   | 0                | 0                |                  |       |   |              |              |              |              |  |  |        |        |        |        |
|  | Nantes Rezé                                                   | 0                | 0                | Tours            | 3     | 3 |              |              |              |              |  |  |        |        |        |        |
|  |                                                               |                  |                  |                  | 3     | 3 |              |              |              |              |  |  |        |        |        |        |
|  |                                                               | Nice             | 2                | 0                |       |   |              |              |              |              |  |  |        |        |        |        |
|  | Rennes                                                        | Nice             | 2                | 0                | 1     | 3 | 2            |              |              |              |  |  |        |        |        |        |
|  | Rennes                                                        |                  |                  |                  |       | 3 | 2            |              |              |              |  |  |        |        |        |        |
|  | Nice                                                          | 3                | 0                | 3                |       |   |              |              |              |              |  |  |        |        |        |        |
|  | Nice                                                          | 3                | 0                | 3                | Tours | 3 | 3            |              |              |              |  |  |        |        |        |        |
|  |                                                               |                  |                  |                  | Tours | 3 | 3            |              |              |              |  |  |        |        |        |        |
|  |                                                               | Chaumont         | 2                | 0                |       |   |              |              |              |              |  |  |        |        |        |        |
|  | Ajaccio                                                       | Chaumont         | 2                | 0                | 3     | 3 |              |              |              |              |  |  |        |        |        |        |
|  | Ajaccio                                                       |                  |                  |                  |       | 3 |              |              |              |              |  |  |        |        |        |        |
|  | Poitiers                                                      | 2                | 0                |                  |       |   |              |              |              |              |  |  |        |        |        |        |
|  | Poitiers                                                      | 2                | 0                | Ajaccio          | 0     | 3 | 1            |              |              |              |  |  |        |        |        |        |
|  |                                                               |                  |                  |                  | 0     | 3 | 1            |              |              |              |  |  |        |        |        |        |
|  |                                                               | Chaumont         | 3                | 1                | 3     |   |              |              |              |              |  |  |        |        |        |        |
|  | Montpellier                                                   | Chaumont         | 3                | 1                | 3     | 0 | 0            |              |              |              |  |  |        |        |        |        |
|  | Montpellier                                                   |                  |                  |                  |       | 0 | 0            |              |              |              |  |  |        |        |        |        |
|  | Chaumont                                                      | 3                | 3                |                  |       |   |              |              |              |              |  |  |        |        |        |        |
|  | Chaumont                                                      | 3                | 3                |                  |       |   |              |              |              |              |  |  |        |        |        |        |
|  |                                                               |                  |                  |                  |       |   |              |              |              |              |  |  |        |        |        |        |

- Tours remporte son huitième titre de Champion de France.